# Porost (gromada)
Porost – dawna gromada, czyli najmniejsza jednostka podziału terytorialnego Polskiej Rzeczypospolitej Ludowej w latach 1954–1972.
Gromady, z gromadzkimi radami narodowymi (GRN) jako organami władzy najniższego stopnia na wsi, funkcjonowały od reformy reorganizującej administrację wiejską przeprowadzonej jesienią 1954 do momentu ich zniesienia z dniem 1 stycznia 1973, tym samym wypierając organizację gminną w latach 1954–1972.
Gromadę Porost z siedzibą GRN w Poroście utworzono – jako jedną z 8759 gromad na obszarze Polski – w powiecie koszalińskim w woj. koszalińskim na mocy uchwały nr 43/54 WRN w Koszalinie z dnia 5 października 1954. W skład jednostki weszły obszary dotychczasowych gromad Porost, Chociwle i Łozice ze zniesionej gminy Bobolice w powiecie koszalińskim oraz miejscowość Linowo z dotychczasowej gromady Kazimierz ze zniesionej gminy Spore w powiecie szczecineckim w tymże województwie. Liczbę członków gromadzkiej rady narodowej Porost podano (z niewiadomych powodów) razem z gromadą Bobolice jako 27.
29 lutego 1956 z gromady Porost wyłączono kolonię Bobolice „B”, włączając ją do gromady Bobolice w tymże powiecie.
Gromadę zniesiono 1 stycznia 1958, a jej obszar włączono do („nowej”) gromady Bobolice w tymże powiecie.